# Florine Dezède
Florine Dezède, née en 1766 et morte en 1792, était une compositrice française.

## Biographie
Elle était la fille du compositeur Nicolas Dezède.

## Œuvres
Lucette et Lucas, comédie en un acte et en prose, mêlée d'ariettes ; livret de Nicolas-Julien Forgeot. Représentée pour la première fois à la Comédie Italienne, le 8 novembre 1781  publiée par Des Lauriers, Paris.

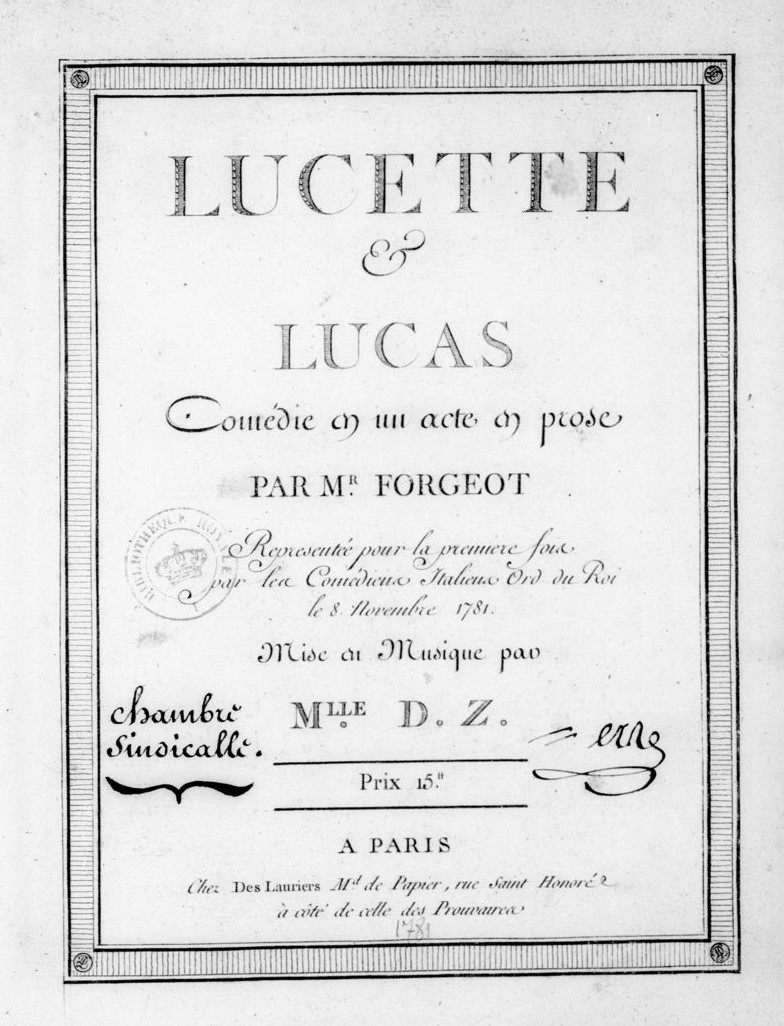